# Щербина Віктор Петрович
 Віктор Петрович Щербина (10 лютого 1932, Київ — 22 травня 2010, Київ) — український радянський діяч, токар Київського заводу «Арсенал», заступник голови Президії Верховної Ради УРСР, Герой Соціалістичної Праці (16.01.1974). Член ЦК КПУ в 1981—1990 роках. Депутат Верховної Ради УРСР 8—11-го скликань.

## Біографія
Освіта середня.
З 1948 року — токар Київського заводу цементного машинобудування. Служив в Радянській армії (в Групі радянських військ в Німеччині).
З 1954 року — токар, бригадир токарів Київського заводу «Арсенал» імені Леніна.
Член КПРС з 1960 року.
Новатор виробництва у машинобудуванні, ініціатор руху за високу ефективність праці на кожному робочому місці. 
У березні 1977 — 1982 року — секретар Української ради професійних спілок на громадських засадах.
20 квітня 1978 — 1990 року — заступник Голови Президії Верховної Ради УРСР.
З 2007 року — на пенсії в місті Києві.

## Нагороди
- Герой Соціалістичної Праці (16.01.1974)
- орден Леніна (16.01.1974)
- орден «Знак Пошани»
- медалі